# Giornata internazionale dei bambini scomparsi
La giornata internazionale dei bambini scomparsi è una ricorrenza internazionale che si celebra il 25 maggio di ogni anno, in ricordo della scomparsa di Etan Patz, un bambino statunitense di sei anni rapito a New York il 25 maggio 1979.
La ricorrenza, istituita dall' Assemblea generale delle Nazioni Unite nel 1983, vuole sensibilizzare il fenomeno diffuso a livello planetario e ricordare tutti i bambini che ne sono stati vittima.
Si ricorda che ogni anno, nel mondo, scompaiono circa 8 milioni di bambini.
La ricorrenza è celebrata anche in Italia con vari convegni e iniziative.